# Val-de-Ruz (distrikt)
Val-de-Ruz var ett distrikt i kantonen Neuchâtel i Schweiz. Det upphörde, liksom övriga distrikt i kantonen, den 31 december 2017.

## Geografi

### Indelning
Val-de-Ruz var indelat i två kommuner när det upphörde.
- Valangin
- Val-de-Ruz

Kommunen Val-de-Ruz bildades den 1 januari 2013 av kommunerna:
- Boudevilliers
- Cernier
- Chézard-Saint-Martin
- Coffrane
- Dombresson
- Engollon
- Fenin-Vilars-Saules
- Fontainemelon
- Fontaines
- Les Geneveys-sur-Coffrane
- Les Hauts-Geneveys
- Montmollin
- Le Pâquier
- Savagnier
- Villiers